# Kasba (upazila)
Kasba (en bengali : কসবা) est une upazila du Bangladesh dans le district de Brahmanbaria. En 1991, on y dénombrait 243 833 habitants.